# Dźwiniaczka
Dźwiniaczka (ukr. Дзвинячка, Dzwyniaczka) – wieś na Ukrainie, w obwodzie tarnopolskim, w rejonie czortkowskim, w hromadzie Mielnica Podolska. Wieś liczy 1037 mieszkańców. 
W latach 1964-1990 miejscowość nosiła nazwę Komunariwka (ukr. Комунарівка).
Po powrocie z zesłania, w roku 1883, kapelanem przy dworze hr. Marcina Kęszyckiego i jego siostry, hr. Heleny Koziebrodzkiej, został Zygmunt Szczęsny Feliński, który przyczynił się do powstania we wsi szkoły ludowej Zgromadzenie Sióstr Franciszkanek Rodziny Maryi.
Józef Saba Marcin Koziebrodzki (1870–1935) zostawił w dworze bogatą bibliotekę, z 6700 wolumenami; z czego 104 inkunabuły, w tym 11 unikatowych; 1300 poloniców; 800 starodruków.
W II Rzeczypospolitej miejscowość była siedzibą gminy wiejskiej Dźwiniaczka w powiecie borszczowskim województwa tarnopolskiego oraz komisariatu Straży Celnej. 
W latach 1944–1945 nacjonaliści ukraińscy z UPA zabili 25 Polaków[niewiarygodne źródło?].

## Religia
- - Kościół pw. Matki Bożej Anielskiej – budowa z inicjatywy abp. Zygmunta Szczęsnego Felińskiego rozpoczęta w 1883 r., ekspozytura parafii w Mielnicy w 1906 r., samodzielna parafia w 1913 r. Po ekspatriacji Polaków w 1945 r. zamieniony na salę gimnastyczną i biura kołchozu, przywrócony do kultu w 2016 r., ponownie konsekrowany w 2022 r.[5][6]
  - Kaplica pw. św. Zygmunta Szczęsnego Felińskiego, murowana, koło źródła leczniczego Zygmunt[7].
  - Kaplica grobowa Koziebrodzkich na cmentarzu, gdzie do 1920 r. spoczywały szczątki Zygmunta Szczęsnego Felińskiego[7].
  - Greckokatolicka cerkiew pw. św. Trójcy.